# Carlomano II de França
Carlomano II (c. 866 – 6 de dezembro de 884) foi o Rei da Francia Ocidental de 879 até sua morte, reinando ao lado de seu irmão Luís III até 882. Era o filho mais novo do rei Luís II e sua esposa Ansgarde de Borgonha.
Alguns nobres defendiam a eleição de um único rei, mas eventualmente ambos os irmãos foram eleitos reis. Apesar de haver dúvidas sobre a sua legitimidade, os irmãos obtiveram o reconhecimento, e quando em Março de 880 dividiram o reino do pai em Amiens, Carlomano recebeu a Borgonha e a Aquitânia.
No entanto, o Duque Boso tinha renunciado à submissão a ambos os irmãos e foi eleito Rei da Provença. No Verão de 880, os irmãos Carlomano e Luís III marcharam contra ele, tomaram Mâcon e o norte do reino de Boso. Uniram as suas forças com as de Carlos, o Gordo e cercaram Vienne, de Agosto a Novembro, sem sucesso. Só no Verão de 882, Vienne foi tomada, depois de cercada por Ricardo, Conde de Autun e Duque da Borgonha.
No mesmo verão, em Agosto de 882, Carlomano tornou-se no único rei, devido à morte do seu irmão, mas o reino estava em um estado deplorável, parcialmente devido a incursões de piratas normandos, e o seu poder estava muito circunscrito. Houve revoltas dos senhores feudais até na Borgonha.
Carlomano morreu durante uma caça, em 12 de Dezembro de 884, e foi sucedido pelo Imperador Carlos, o Gordo.

## Galeria

Território de Carlamano II de França em 881.
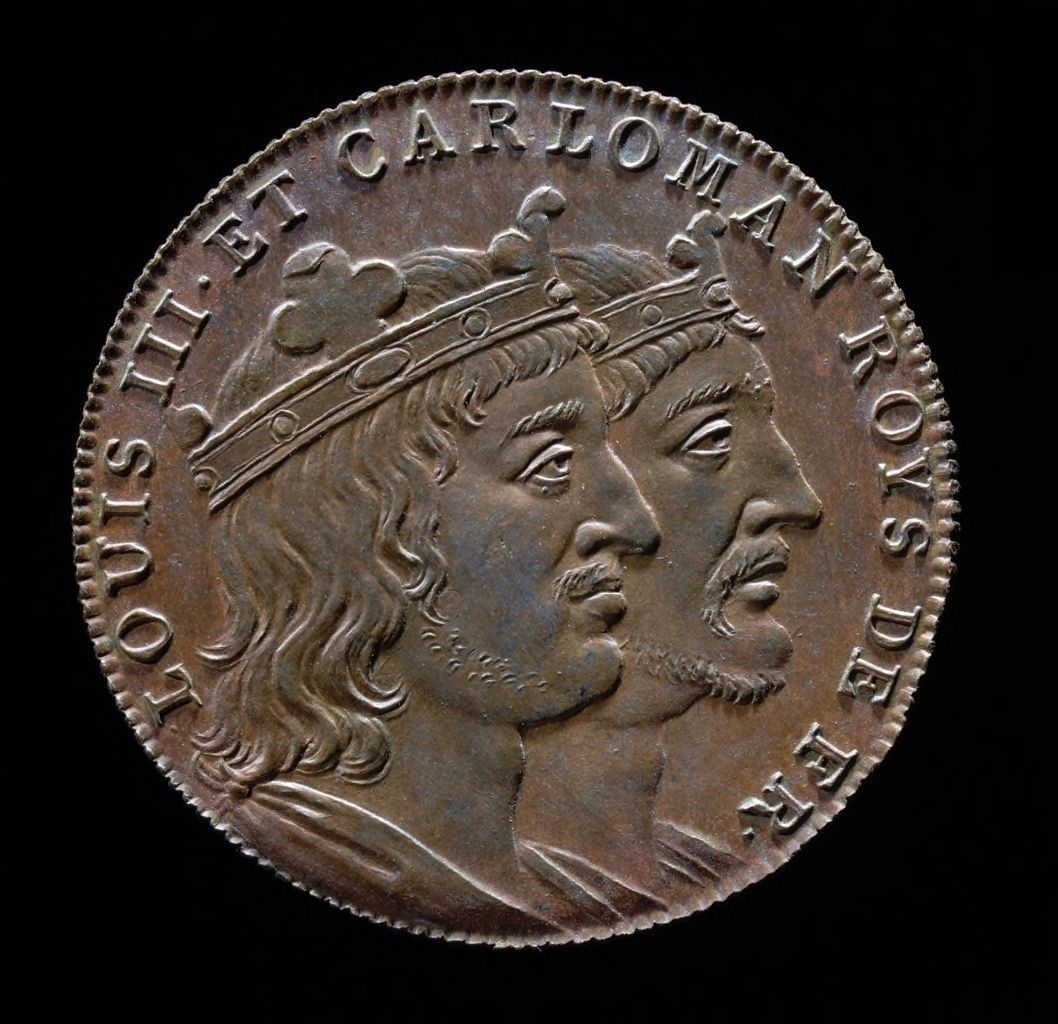
Moeda representando Luís III e Carlomano II.